# فهرست پررفت‌وآمدترین فرودگاه‌های ایالات متحده آمریکا

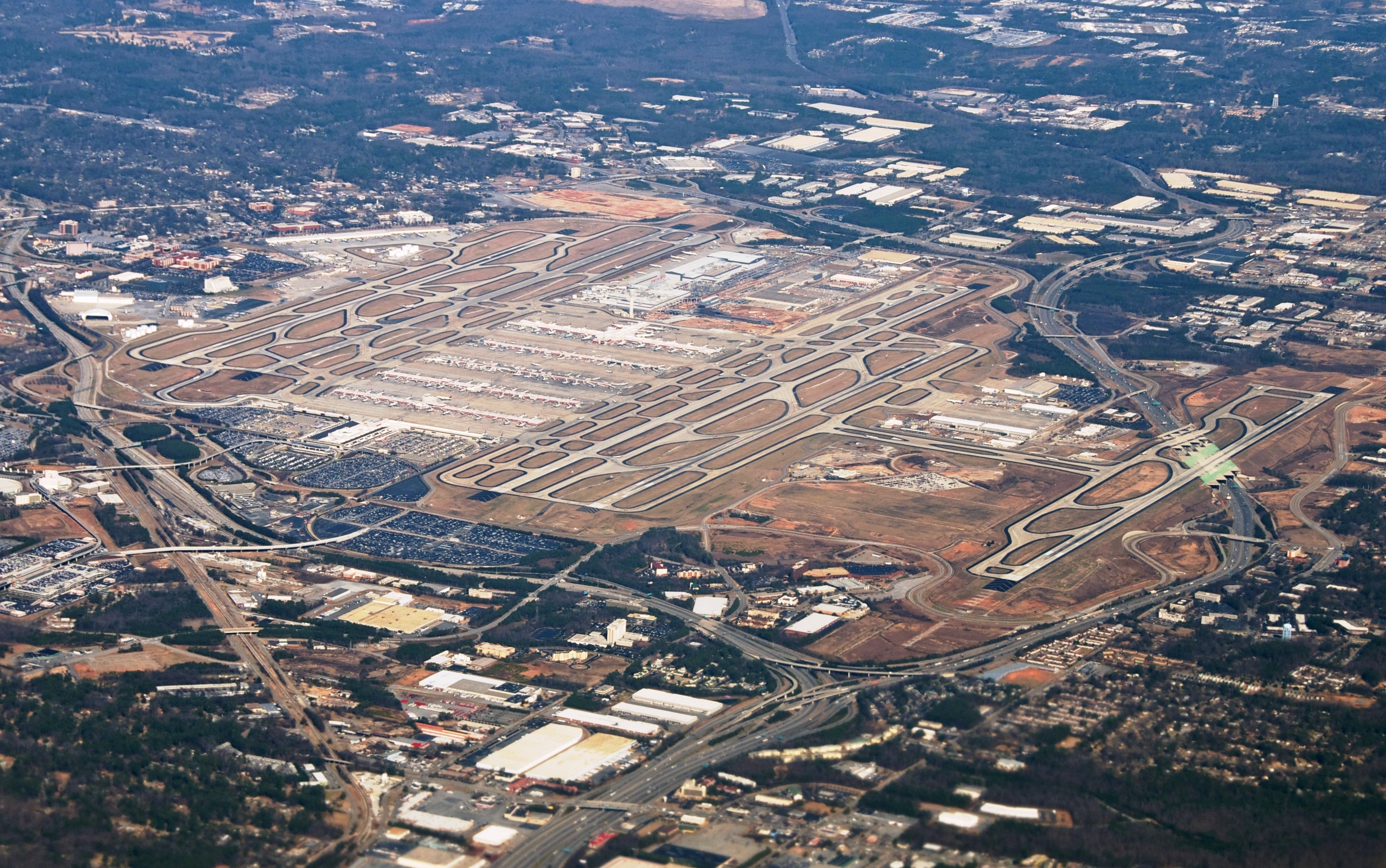
فرودگاه بین‌المللی هارتسفیلد-جکسون آتلانتا در منطقه کلان‌شهری آتلانتا، پررفت‌وآمدترین فرودگاه جهان و ایالات متحده آمریکا است.

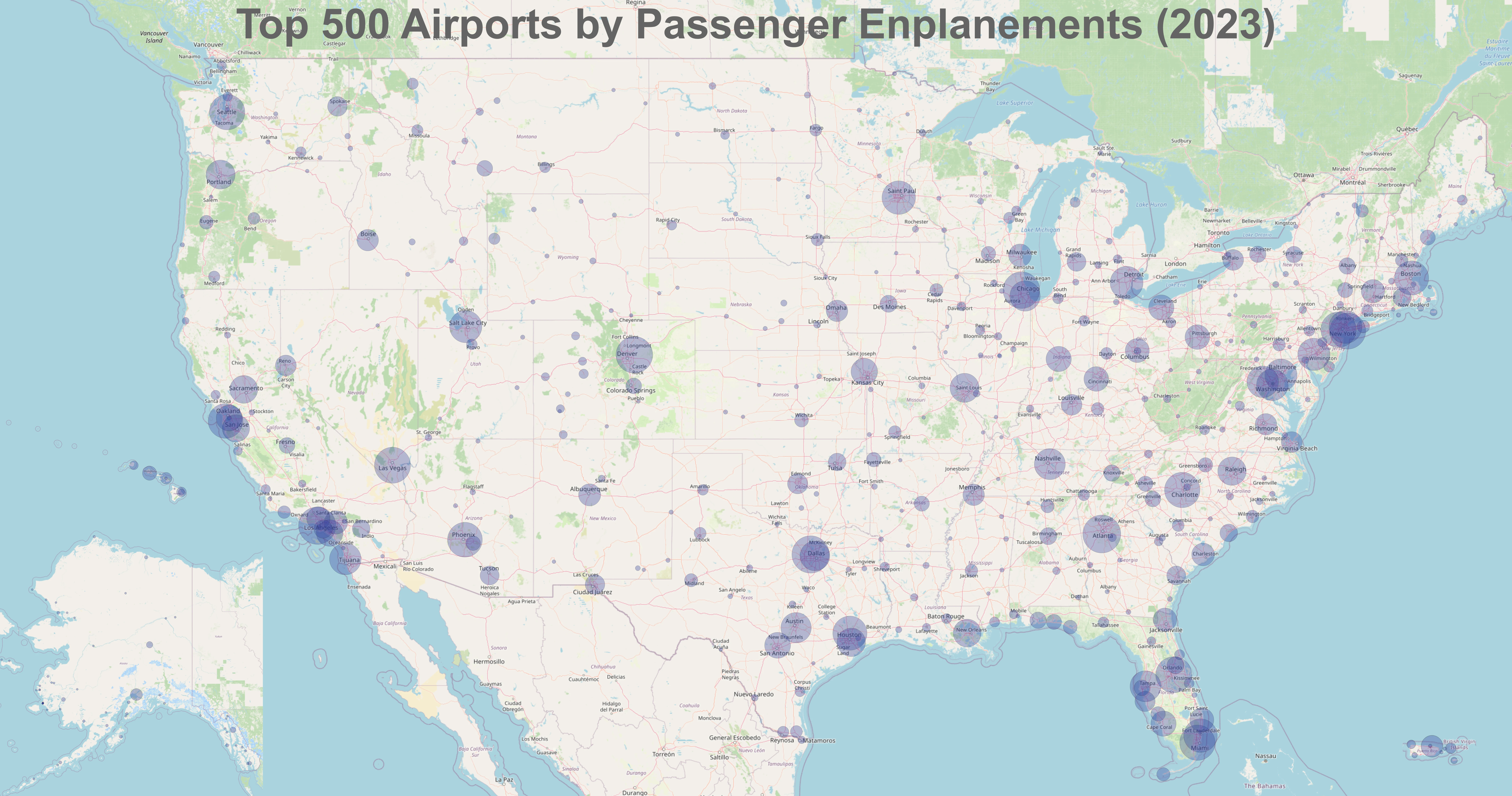
۵۰۰ فرودگاه برتر ایالات متحده بر پایهٔ تعداد سوارشدگان تا سال ۲۰۲۳

این مقاله شامل فهرستی از پررفت‌وآمدترین فرودگاه ایالات متحده آمریکا است که بر اساس معیارهای مختلف رتبه‌بندی شده‌اند.

## پررفت‌وآمدترین فرودگاه‌های ایالات متحده بر پایهٔ کل سوارشدن هواپیماهای تجاری
اداره هوانوردی فدرال از تعداد سوارشدگان در نیم‌سال تقویمی برای تعیین مشمولیت‌های برنامه بهسازی فرودگاه‌ها (AIP) استفاده می‌کند. واژهٔ «قطب» توسط ادارهٔ هوانوردی فدرال برای شناسایی فرودگاه‌های پررفت‌وآمد خدمات تجاری به‌کار می‌رود. قطب‌های بزرگ، فرودگاه‌هایی هستند که هر یک حداقل یک درصد از کل سوارشدگان ایالات متحده را شامل می‌شوند. قطب‌های متوسط، فرودگاه‌هایی هستند که هر یک بین ۰٫۲۵ درصد تا ۱ درصد از کل سوارشدگان را به خود اختصاص می‌دهند.

### قطب‌های بزرگ
| ردیف (۲۰۲۳) | فرودگاه‌ها (بزرگ)                                 | کد یاتا | شهرهای مهم تحت پوشش                      | ناحیهٔ شهری               | ایالت | ۲۰۲۳       | ۲۰۲۲       | ۲۰۲۱       | ۲۰۲۰       | ۲۰۱۹       | ۲۰۱۸       | ۲۰۱۷       | ۲۰۱۶       | ۲۰۱۵       | ۲۰۱۴       |
| ----------- | ------------------------------------------------ | ------- | ---------------------------------------- | ------------------------ | ----- | ---------- | ---------- | ---------- | ---------- | ---------- | ---------- | ---------- | ---------- | ---------- | ---------- |
| ۱           | فرودگاه بین‌المللی هارتسفیلد-جکسون آتلانتا        | ATL     | آتلانتا                                  | منطقه کلان‌شهری آتلانتا   | GA    | ۵۰٬۹۵۰٬۰۶۸ | ۴۵٬۳۹۶٬۰۰۱ | ۳۶٬۶۷۶٬۰۱۰ | ۲۰٬۵۵۹٬۸۶۶ | ۵۳٬۵۰۵٬۷۹۵ | ۵۱٬۸۶۵٬۷۹۷ | ۵۰٬۲۵۱٬۹۶۴ | ۵۰٬۵۰۱٬۸۵۸ | ۴۹٬۳۴۰٬۷۳۲ | ۴۶٬۶۰۴٬۲۷۳ |
| ۲           | فرودگاه بین‌المللی لس آنجلس                       | LAX     | لس آنجلس                                 | لس آنجلس بزرگ            | CA    | ۴۰٬۹۵۶٬۶۷۳ | ۳۲٬۳۲۶٬۶۱۶ | ۲۳٬۶۶۳٬۴۱۰ | ۱۴٬۰۵۵٬۷۷۷ | ۴۲٬۹۳۹٬۱۰۴ | ۴۲٬۶۲۴٬۰۵۰ | ۴۱٬۲۳۲٬۴۳۲ | ۳۹٬۶۳۶٬۰۴۲ | ۳۶٬۳۵۱٬۲۷۲ | ۳۴٬۳۱۴٬۱۹۷ |
| ۳           | فرودگاه بین‌المللی دالاس-فورت ورث                 | DFW     | دالاس و فورت ورث                         | دالاس-فورت ورث           | TX    | ۳۹٬۲۴۶٬۲۱۲ | ۳۵٬۳۴۵٬۱۳۸ | ۳۰٬۰۰۵٬۲۶۶ | ۱۸٬۵۹۳٬۴۲۱ | ۳۵٬۷۷۸٬۵۷۳ | ۳۲٬۸۲۱٬۷۹۹ | ۳۱٬۸۱۶٬۹۳۳ | ۳۱٬۲۸۳٬۵۷۹ | ۳۱٬۵۸۹٬۸۳۹ | ۳۰٬۸۰۴٬۵۶۷ |
| ۴           | فرودگاه بین‌المللی دنور                           | DEN     | دنور                                     | دنور                     | CO    | ۳۷٬۸۶۳٬۹۶۷ | ۳۳٬۷۷۳٬۸۳۲ | ۲۸٬۶۴۵٬۵۲۷ | ۱۶٬۲۴۳٬۲۱۶ | ۳۳٬۵۹۲٬۹۴۵ | ۳۱٬۳۶۲٬۹۴۱ | ۲۹٬۸۰۹٬۰۹۷ | ۲۸٬۲۶۷٬۳۹۴ | ۲۶٬۲۸۰٬۰۴۳ | ۲۶٬۰۰۰٬۵۹۱ |
| ۵           | فرودگاه بین‌المللی اوهر شیکاگو                    | ORD     | شیکاگو                                   | منطقه کلان‌شهری شیکاگو    | IL    | ۳۵٬۸۴۳٬۱۰۴ | ۳۳٬۱۲۰٬۴۷۴ | ۲۶٬۳۵۰٬۹۷۶ | ۱۴٬۶۰۶٬۰۳۴ | ۴۰٬۸۷۱٬۲۲۳ | ۳۹٬۸۷۳٬۹۲۷ | ۳۸٬۵۹۳٬۰۲۸ | ۳۷٬۵۸۹٬۸۹۹ | ۳۶٬۳۰۵٬۶۶۸ | ۳۳٬۸۴۳٬۴۲۶ |
| ۶           | فرودگاه بین‌المللی جان اف کندی                    | JFK     | نیویورک                                  | منطقه کلان‌شهری نیویورک   | NY    | ۳۰٬۸۰۴٬۳۵۵ | ۲۷٬۱۵۴٬۸۸۵ | ۱۵٬۲۷۳٬۳۴۲ | ۸٬۲۶۹٬۸۱۹  | ۳۱٬۰۳۶٬۶۵۵ | ۳۰٬۶۲۰٬۷۶۹ | ۲۹٬۵۳۳٬۱۵۴ | ۲۹٬۲۳۹٬۱۵۱ | ۲۷٬۷۸۲٬۳۶۹ | ۲۶٬۲۴۴٬۹۲۸ |
| ۷           | فرودگاه بین‌المللی اورلاندو                       | MCO     | اورلاندو                                 | اورلاندو بزرگ            | FL    | ۲۸٬۰۳۳٬۲۰۵ | ۲۴٬۴۶۹٬۷۳۳ | ۱۹٬۶۱۸٬۸۳۸ | ۱۰٬۴۶۷٬۷۲۸ | ۲۴٬۵۶۲٬۲۷۱ | ۲۳٬۲۰۲٬۴۸۰ | ۲۱٬۵۶۵٬۴۴۸ | ۲۰٬۲۸۳٬۵۴۱ | ۱۸٬۷۵۹٬۹۳۸ | ۱۷٬۲۷۸٬۶۰۸ |
| ۸           | فرودگاه بین‌المللی هری رید                        | LAS     | لاس وگاس                                 | لاس وگاس                 | NV    | ۲۷٬۸۹۶٬۱۹۹ | ۲۵٬۴۸۰٬۵۰۰ | ۱۹٬۱۶۰٬۳۴۲ | ۱۰٬۵۸۴٬۰۵۹ | ۲۴٬۷۲۸٬۳۶۱ | ۲۳٬۷۹۵٬۰۱۲ | ۲۳٬۳۶۴٬۳۹۳ | ۲۲٬۸۳۳٬۲۶۷ | ۲۱٬۸۵۷٬۶۹۳ | ۲۰٬۶۲۰٬۲۴۸ |
| ۹           | فرودگاه بین‌المللی شارلوت داگلاس                  | CLT     | شارلوت، کارولینای شمالی                  | شارلوت، کارولینای شمالی  | NC    | ۲۵٬۸۹۶٬۲۲۴ | ۲۳٬۱۰۰٬۳۰۰ | ۲۰٬۹۰۰٬۸۷۵ | ۱۲٬۹۵۲٬۸۶۹ | ۲۴٬۱۹۹٬۶۸۸ | ۲۲٬۲۸۱٬۹۴۹ | ۲۲٬۰۱۱٬۲۵۱ | ۲۱٬۵۱۱٬۸۸۰ | ۲۱٬۹۱۳٬۱۶۶ | ۲۱٬۵۳۷٬۷۲۵ |
| ۱۰          | فرودگاه بین‌المللی میامی                          | MIA     | میامی                                    | منطقه کلان‌شهری میامی     | FL    | ۲۴٬۷۱۷٬۰۴۸ | ۲۳٬۹۴۹٬۸۹۲ | ۱۷٬۵۰۰٬۰۹۶ | ۸٬۷۸۶٬۰۰۷  | ۲۱٬۴۲۱٬۰۳۱ | ۲۱٬۰۲۱٬۶۴۰ | ۲۰٬۷۰۹٬۲۲۵ | ۲۰٬۸۷۵٬۸۱۳ | ۲۰٬۹۸۶٬۳۴۹ | ۱۹٬۴۷۱٬۴۶۶ |
| ۱۱          | فرودگاه بین‌المللی سیاتل-تاکوما                   | SEA     | سیاتل و تاکوما                           | منطقه کلان‌شهری سیاتل     | WA    | ۲۴٬۵۹۴٬۲۱۰ | ۲۲٬۱۵۷٬۸۶۲ | ۱۷٬۴۳۰٬۱۹۵ | ۹٬۴۶۲٬۴۱۱  | ۲۵٬۰۰۱٬۷۶۲ | ۲۴٬۰۲۴٬۹۰۸ | ۲۲٬۶۳۹٬۱۲۴ | ۲۱٬۸۸۷٬۱۱۰ | ۲۰٬۱۴۸٬۹۸۰ | ۱۷٬۸۸۸٬۰۸۰ |
| ۱۲          | فرودگاه بین‌المللی لیبرتی نیوآرک                  | EWR     | نیوآرک، نیوجرسی و نیویورک                | منطقه کلان‌شهری نیویورک   | NJ    | ۲۴٬۵۷۵٬۳۲۰ | ۲۱٬۷۷۴٬۶۹۰ | ۱۴٬۵۱۴٬۰۴۹ | ۷٬۹۸۵٬۴۷۴  | ۲۳٬۱۶۰٬۷۶۳ | ۲۲٬۷۹۷٬۶۰۲ | ۲۱٬۵۷۱٬۱۹۸ | ۱۹٬۹۲۳٬۰۰۹ | ۱۸٬۶۸۴٬۸۱۸ | ۱۷٬۷۷۳٬۴۰۵ |
| ۱۳          | فرودگاه بین‌المللی سان‌فرانسیسکو                   | SFO     | سان فرانسیسکو                            | منطقه خلیج سان فرانسیسکو | CA    | ۲۴٬۱۹۱٬۱۵۹ | ۲۰٬۴۱۱٬۴۲۰ | ۱۱٬۷۲۵٬۳۴۷ | ۷٬۷۴۵٬۰۵۷  | ۲۷٬۷۷۹٬۲۳۰ | ۲۷٬۷۹۰٬۷۱۷ | ۲۶٬۹۰۰٬۰۴۸ | ۲۵٬۷۰۷٬۱۰۱ | ۲۴٬۱۹۰٬۵۶۰ | ۲۲٬۷۷۰٬۷۸۳ |
| ۱۴          | فرودگاه بین‌المللی فینکس اسکای هاربر              | PHX     | فینیکس                                   | فینیکس                   | AZ    | ۲۳٬۸۸۰٬۵۰۴ | ۲۱٬۸۵۲٬۵۸۶ | ۱۸٬۹۴۰٬۲۸۷ | ۱۰٬۵۳۱٬۴۳۶ | ۲۲٬۴۳۳٬۵۵۲ | ۲۱٬۶۲۲٬۵۸۰ | ۲۱٬۱۸۵٬۴۵۸ | ۲۰٬۸۹۶٬۲۶۵ | ۲۱٬۳۵۱٬۵۰۴ | ۲۰٬۳۴۴٬۸۶۷ |
| ۱۵          | فرودگاه بین‌المللی جرج بوش                        | IAH     | هیوستون                                  | هیوستون                  | TX    | ۲۲٬۲۲۸٬۸۴۴ | ۱۹٬۸۱۴٬۰۵۲ | ۱۶٬۲۴۲٬۸۲۱ | ۸٬۶۸۲٬۵۵۸  | ۲۱٬۹۰۵٬۳۰۹ | ۲۱٬۱۵۷٬۳۹۸ | ۱۹٬۶۰۳٬۷۳۱ | ۲۰٬۰۶۲٬۰۷۲ | ۲۰٬۵۹۵٬۸۸۱ | ۱۹٬۷۷۲٬۰۸۷ |
| ۱۶          | فرودگاه بین‌المللی لوگان                          | BOS     | بوستون                                   | بوستون                   | MA    | ۱۹٬۹۶۲٬۶۷۸ | ۱۷٬۴۴۳٬۷۷۵ | ۱۰٬۹۰۹٬۸۱۷ | ۶٬۰۳۵٬۴۵۲  | ۲۰٬۶۹۹٬۳۷۷ | ۲۰٬۰۰۶٬۵۲۱ | ۱۸٬۷۵۹٬۷۴۲ | ۱۷٬۷۵۹٬۰۴۴ | ۱۶٬۲۹۰٬۳۶۲ | ۱۵٬۵۰۷٬۵۶۱ |
| ۱۷          | فرودگاه بین‌المللی فورت لادردیل–هالیوود           | FLL     | فورت لادردیل، فلوریدا و هالیوود، فلوریدا | منطقه کلان‌شهری میامی     | FL    | ۱۷٬۰۶۳٬۰۶۳ | ۱۵٬۳۷۰٬۱۶۵ | ۱۳٬۵۹۸٬۹۹۴ | ۸٬۰۱۵٬۷۴۴  | ۱۷٬۹۵۰٬۹۸۹ | ۱۷٬۶۱۲٬۳۳۱ | ۱۵٬۸۱۷٬۰۴۳ | ۱۴٬۲۶۳٬۲۷۰ | ۱۳٬۰۶۱٬۶۳۲ | ۱۲٬۰۳۱٬۸۶۰ |
| ۱۸          | فرودگاه بین‌المللی مینیاپولیس−سنت پل              | MSP     | مینیاپولیس و سینت پال، مینه‌سوتا          | سینت پال-مینیاپولیس      | MN    | ۱۷٬۰۱۹٬۱۲۸ | ۱۵٬۲۴۲٬۰۸۹ | ۱۲٬۲۱۱٬۴۰۹ | ۷٬۰۶۹٬۷۲۰  | ۱۹٬۱۹۲٬۹۱۷ | ۱۸٬۳۶۱٬۹۴۲ | ۱۸٬۴۰۹٬۷۰۴ | ۱۸٬۱۲۳٬۸۴۴ | ۱۷٬۶۳۴٬۲۷۳ | ۱۶٬۹۷۲٬۶۷۸ |
| ۱۹          | فرودگاه لاگواردیا                                | LGA     | نیویورک                                  | منطقه کلان‌شهری نیویورک   | NY    | ۱۶٬۱۷۳٬۰۷۳ | ۱۴٬۳۶۷٬۴۶۳ | ۷٬۸۲۷٬۳۰۷  | ۴٬۱۴۷٬۱۱۶  | ۱۵٬۳۹۳٬۶۰۱ | ۱۵٬۰۵۸٬۵۰۱ | ۱۴٬۶۱۴٬۸۰۲ | ۱۴٬۷۶۲٬۵۹۳ | ۱۴٬۳۱۹٬۹۲۴ | ۱۳٬۵۳۵٬۳۷۲ |
| ۲۰          | فرودگاه متروپولیتن شهرستان وین دیترویت           | DTW     | دیترویت                                  | کلان‌شهر دیترویت          | MI    | ۱۵٬۳۷۸٬۶۰۱ | ۱۳٬۷۵۱٬۱۹۷ | ۱۱٬۵۱۷٬۶۹۶ | ۶٬۸۲۲٬۳۲۴  | ۱۸٬۱۴۳٬۰۴۰ | ۱۷٬۴۳۶٬۸۳۷ | ۱۷٬۰۳۶٬۰۹۲ | ۱۶٬۸۴۷٬۱۳۵ | ۱۶٬۲۵۵٬۵۲۰ | ۱۵٬۷۷۵٬۹۴۱ |
| ۲۱          | فرودگاه بین‌المللی فیلادلفیا                      | PHL     | فیلادلفیا                                | دره دلاور                | PA    | ۱۳٬۶۵۶٬۱۸۹ | ۱۲٬۴۲۱٬۱۶۸ | ۹٬۸۲۰٬۲۲۲  | ۵٬۷۵۳٬۲۳۹  | ۱۶٬۰۰۶٬۳۸۹ | ۱۵٬۲۹۲٬۶۷۰ | ۱۴٬۲۷۱٬۲۴۳ | ۱۴٬۵۶۴٬۴۱۹ | ۱۵٬۱۰۱٬۳۴۹ | ۱۴٬۷۹۲٬۳۳۹ |
| ۲۲          | فرودگاه بین‌المللی سالت‌لیک‌سیتی                    | SLC     | سالت لیک سیتی                            | سالت لیک سیتی            | UT    | ۱۲٬۹۰۵٬۳۶۸ | ۱۲٬۳۸۳٬۸۴۳ | ۱۰٬۷۹۵٬۹۰۶ | ۵٬۷۵۳٬۲۳۹  | ۱۲٬۸۴۰٬۸۴۱ | ۱۲٬۲۲۶٬۷۳۰ | ۱۱٬۶۱۵٬۹۵۴ | ۱۱٬۱۴۳٬۷۳۸ | ۱۰٬۶۳۴٬۵۳۸ | ۱۰٬۱۳۹٬۰۶۵ |
| ۲۳          | فرودگاه بین‌المللی ثرگود مارشال بالتیمور واشینگتن | BWI     | بالتیمور و واشینگتن، دی.سی.              | Baltimore                | MD    | ۱۲٬۸۴۹٬۷۲۱ | ۱۱٬۱۵۱٬۱۶۹ | ۹٬۲۵۳٬۵۶۱  | ۵٬۴۵۱٬۳۵۵  | ۱۳٬۲۸۴٬۶۸۷ | ۱۳٬۳۷۱٬۸۱۶ | ۱۲٬۹۷۶٬۵۵۴ | ۱۲٬۳۴۰٬۹۷۲ | ۱۱٬۷۳۸٬۸۴۵ | ۱۱٬۰۲۲٬۲۰۰ |
| ۲۴          | فرودگاه ملی رونالد ریگان واشینگتن                | DCA     | واشینگتن، دی.سی.                         | منطقه کلان‌شهری واشینگتن  | VA    | ۱۲٬۳۶۵٬۰۳۰ | ۱۱٬۵۵۳٬۸۵۰ | ۶٬۷۳۱٬۷۳۷  | ۳٬۵۷۳٬۴۸۹  | ۱۱٬۵۹۵٬۴۵۴ | ۱۱٬۳۶۷٬۱۷۶ | ۱۱٬۵۰۶٬۳۱۰ | ۱۱٬۴۷۰٬۸۵۴ | ۱۱٬۲۴۲٬۳۷۵ | ۱۰٬۰۵۷٬۷۹۴ |
| ۲۵          | فرودگاه بین‌المللی سن دیه‌گو                       | SAN     | سن دیگو                                  | سن دیگو                  | CA    | ۱۲٬۱۹۰٬۱۸۳ | ۱۱٬۱۶۲٬۲۲۴ | ۷٬۸۳۶٬۳۶۰  | ۴٬۶۳۷٬۸۵۶  | ۱۲٬۶۴۸٬۶۹۲ | ۱۲٬۱۷۴٬۲۲۴ | ۱۱٬۱۳۹٬۹۳۳ | ۱۰٬۳۴۰٬۱۶۴ | ۹٬۹۸۵٬۷۶۳  | ۹٬۳۳۳٬۱۵۲  |
| ۲۶          | فرودگاه بین‌المللی دالس واشینگتن                  | IAD     | واشینگتن، دی.سی.                         | منطقه کلان‌شهری واشینگتن  | VA    | ۱۲٬۰۷۳٬۵۷۱ | ۱۰٬۲۶۶٬۳۲۴ | ۷٬۲۲۷٬۸۷۵  | ۳٬۸۶۲٬۶۵۸  | ۱۱٬۸۸۴٬۱۱۷ | ۱۱٬۶۲۱٬۶۲۳ | ۱۱٬۰۲۴٬۳۰۶ | ۱۰٬۵۹۶٬۹۴۲ | ۱۰٬۳۶۳٬۹۷۴ | ۱۰٬۴۱۵٬۹۴۸ |
| ۲۷          | فرودگاه بین‌المللی تمپا                           | TPA     | تمپا، فلوریدا                            | تمپا، فلوریدا            | FL    | ۱۱٬۶۷۷٬۶۳۲ | ۱۰٬۵۳۹٬۴۵۹ | ۸٬۸۴۷٬۱۹۷  | ۴٬۹۶۶٬۷۷۵  | ۱۰٬۹۷۸٬۷۵۶ | ۱۰٬۳۶۸٬۵۱۴ | ۹٬۵۴۸٬۵۸۰  | ۹٬۱۹۴٬۹۹۴  | ۹٬۱۵۰٬۴۵۸  | ۸٬۵۳۱٬۵۶۱  |
| ۲۸          | فرودگاه بین‌المللی نشویل                          | BNA     | نشویل، تنسی                              | نشویل، تنسی              | TN    | ۱۱٬۲۲۷٬۲۴۳ | ۹٬۸۲۹٬۰۶۲  | ۷٬۵۹۴٬۰۴۹  | ۴٬۰۱۳٬۹۹۵  | ۸٬۹۳۵٬۶۵۴  | ۸٬۰۱۷٬۳۴۷  | ۶٬۹۰۲٬۷۷۱  | ۶٬۳۳۸٬۵۱۷  | ۵٬۷۱۵٬۲۰۵  | ۵٬۳۹۶٬۹۵۸  |
| ۲۹          | فرودگاه بین‌المللی آستین                          | AUS     | آستین                                    | آستین                    | TX    | ۱۰٬۸۳۳٬۴۴۳ | ۱۰٬۳۸۲٬۵۷۳ | ۶٬۶۶۶٬۲۱۵  | ۳٬۱۴۱٬۵۰۵  | ۸٬۶۸۳٬۷۱۱  | ۷٬۹۲۱٬۷۹۷  | ۶٬۹۷۳٬۱۱۵  | ۶٬۰۹۵٬۵۴۵  | ۵٬۷۹۷٬۵۴۷  | ۵٬۲۱۹٬۹۸۲  |
| ۳۰          | فرودگاه بین‌المللی میدوی شیکاگو                   | MDW     | شیکاگو                                   | منطقه کلان‌شهری شیکاگو    | IL    | ۱۰٬۶۵۹٬۵۲۰ | ۹٬۶۵۰٬۲۸۱  | ۷٬۶۸۰٬۶۱۷  | ۴٬۲۳۶٬۶۰۳  | ۱۰٬۰۸۱٬۷۸۱ | ۱۰٬۶۷۸٬۰۱۸ | ۱۰٬۹۱۲٬۰۷۴ | ۱۱٬۰۴۴٬۳۸۷ | ۱۰٬۸۳۰٬۸۵۰ | ۱۰٬۳۱۱٬۹۹۶ |
| ۳۱          | فرودگاه بین‌المللی هونولولو                       | HNL     | هونولولو                                 | هونولولو                 | HI    | ۱۰٬۱۴۹٬۷۶۱ | ۸٬۸۲۸٬۳۹۵  | ۵٬۸۳۰٬۹۲۸  | ۳٬۱۲۶٬۳۹۱  | ۹٬۹۸۸٬۶۷۸  | ۹٬۵۷۸٬۵۰۵  | ۹٬۷۴۳٬۹۸۹  | ۹٬۶۵۶٬۳۴۰  | ۹٬۶۵۶٬۳۴۰  | ۹٬۴۶۳٬۰۰۰  |

### قطب‌های متوسط
| ردیف (۲۰۲۳) | فرودگاه‌ها (متوسط)                             | کد یاتا | شهرهای مهم تحت پوشش   | ناحیهٔ شهری               | ایالت | 2023      | 2022      | 2021      | 2020      | ۲۰۱۹      | 2018      | 2017      | 2016      | 2015      | 2014      |
| ----------- | --------------------------------------------- | ------- | --------------------- | ------------------------ | ----- | --------- | --------- | --------- | --------- | --------- | --------- | --------- | --------- | --------- | --------- |
| ۳۲          | فرودگاه دالاس لاو                             | DAL     | دالاس                 | دالاس-فورت ورث           | TX    | ۸٬۵۵۹٬۰۵۲ | ۷٬۸۱۹٬۱۲۹ | ۶٬۴۸۷٬۵۶۳ | ۳٬۶۶۹٬۹۳۰ | ۸٬۴۰۸٬۴۵۷ | ۸٬۱۳۴٬۸۴۸ | ۷٬۸۷۶٬۷۶۹ | ۷٬۵۵۴٬۵۹۶ | ۷٬۰۴۰٬۹۲۱ | ۴٬۵۲۲٬۳۴۱ |
| ۳۳          | فرودگاه بین‌المللی پورتلند                     | PDX     | پورتلند، اورگن        | پورتلند، اورگن           | OR    | ۸٬۱۲۳٬۰۵۴ | ۷٬۲۴۱٬۸۸۲ | ۵٬۷۵۹٬۸۷۹ | ۳٬۴۵۵٬۸۷۷ | ۹٬۷۹۷٬۴۰۸ | ۹٬۹۴۰٬۸۶۶ | ۹٬۴۳۵٬۴۷۳ | ۹٬۰۷۱٬۱۵۴ | ۸٬۳۴۰٬۲۳۴ | ۷٬۸۷۸٬۷۶۰ |
| ۳۴          | فرودگاه بین‌المللی لامبرت-ست لوی               | STL     | سنت لوئیس             | سنت لوئیس                | MO    | ۷٬۳۰۷٬۵۶۱ | ۶٬۷۰۹٬۰۸۰ | ۵٬۰۷۰٬۴۷۱ | ۳٬۰۴۱٬۷۶۵ | ۷٬۹۴۶٬۹۸۶ | ۷٬۸۲۲٬۲۷۴ | ۷٬۳۷۲٬۸۰۵ | ۶٬۷۹۳٬۰۷۶ | ۶٬۲۳۹٬۲۳۱ | ۶٬۱۰۸٬۷۵۸ |
| ۳۵          | فرودگاه بین‌المللی رالی-دورهام                 | RDU     | رالی، کارولینای شمالی | مثلث تحقیقاتی            | NC    | ۷٬۱۱۹٬۰۴۰ | ۵٬۸۴۹٬۶۶۵ | ۴٬۳۱۱٬۰۴۹ | ۲٬۳۳۷٬۴۹۶ | ۶٬۹۱۹٬۴۲۹ | ۶٬۴۱۶٬۸۲۲ | ۵٬۸۵۱٬۰۰۴ | ۵٬۴۰۱٬۷۱۴ | ۴٬۹۵۴٬۷۱۷ | ۴٬۶۷۳٬۸۶۹ |
| ۳۶          | فرودگاه ویلیام پی. هابی                       | HOU     | هیوستون               | هیوستون                  | TX    | ۶٬۸۰۰٬۳۲۹ | ۶٬۴۶۲٬۹۴۸ | ۵٬۵۶۰٬۷۸۰ | ۳٬۱۲۷٬۱۷۸ | ۷٬۰۶۹٬۶۱۴ | ۶٬۹۳۷٬۰۶۱ | ۶٬۷۴۱٬۸۷۰ | ۶٬۲۸۵٬۱۸۱ | ۵٬۹۳۷٬۹۴۴ | ۵٬۸۰۰٬۷۲۶ |
| ۳۷          | فرودگاه بین‌المللی سکرامنتو                    | SMF     | ساکرامنتو، کالیفرنیا  | ساکرامنتو، کالیفرنیا     | CA    | ۶٬۳۷۱٬۹۱۰ | ۶٬۰۴۰٬۸۲۴ | ۴٬۷۶۰٬۲۷۵ | ۲٬۷۱۰٬۳۴۲ | ۶٬۴۵۴٬۴۱۳ | ۶٬۰۳۱٬۶۳۰ | ۵٬۴۶۰٬۵۲۶ | ۴٬۹۶۹٬۳۶۶ | ۴٬۸۱۶٬۴۴۰ | ۴٬۳۸۴٬۶۱۶ |
| ۳۸          | فرودگاه بین‌المللی لوئیز آرمسترانگ نیو اورلنان | MSY     | نیواورلئان            | نیواورلئان               | LA    | ۶٬۳۰۹٬۲۱۲ | ۵٬۹۳۱٬۸۹۹ | ۴٬۰۱۷٬۱۴۷ | ۲٬۶۳۲٬۶۰۶ | ۶٬۷۱۷٬۱۰۵ | ۶٬۵۶۵٬۴۸۲ | ۶٬۰۰۵٬۵۲۷ | ۵٬۵۶۹٬۷۰۵ | ۵٬۳۲۹٬۶۹۶ | ۴٬۸۷۰٬۵۶۹ |
| ۳۹          | فرودگاه بین‌المللی لوئیز مونز مارین            | SJU     | سان خوآن              | سان خوآن                 | PR    | ۵٬۹۸۵٬۰۰۱ | ۵٬۰۳۹٬۷۷۱ | ۴٬۷۳۸٬۷۲۵ | ۲٬۳۶۲٬۸۵۱ | ۴٬۵۹۰٬۱۱۷ | ۴٬۰۳۳٬۴۱۲ | ۴٬۱۶۳٬۵۸۷ | ۴٬۳۴۳٬۳۵۴ | ۴٬۲۱۸٬۷۸۵ | ۴٬۱۵۰٬۸۲۸ |
| ۴۰          | فرودگاه بین‌المللی سن خوزه                     | SJC     | سن خوزه               | منطقه خلیج سان فرانسیسکو | CA    | ۵٬۹۵۸٬۸۵۵ | ۵٬۵۹۰٬۱۳۷ | ۳٬۶۱۹٬۶۹۰ | ۲٬۲۸۳٬۱۸۶ | ۷٬۸۲۸٬۸۸۵ | ۷٬۱۴۰٬۶۱۶ | ۶٬۲۲۵٬۱۴۸ | ۵٬۳۲۱٬۶۰۳ | ۴٬۸۸۵٬۶۹۰ | ۴٬۶۲۱٬۰۰۳ |
| ۴۱          | فرودگاه جان وین                               | SNA     | سانتا آنا، کالیفرنیا  | لس آنجلس بزرگ            | CA    | ۵٬۷۰۶٬۳۳۲ | ۵٬۵۳۶٬۳۱۳ | ۳٬۸۰۷٬۲۰۵ | ۱٬۸۲۴٬۸۳۶ | ۵٬۱۵۳٬۲۷۶ | ۵٬۳۱۷٬۱۴۹ | ۵٬۱۹۵٬۰۴۷ | ۵٬۲۱۷٬۲۴۲ | ۴٬۹۴۵٬۱۷۵ | ۴٬۵۸۴٬۱۴۷ |
| ۴۲          | فرودگاه بین‌المللی کانزاس‌سیتی                  | MCI     | کانزاس‌سیتی، میزوری    | کانزاس‌سیتی، میزوری       | MO    | ۵٬۶۵۴٬۰۶۸ | ۴٬۷۹۶٬۴۷۶ | ۳٬۷۹۵٬۲۹۰ | ۲٬۱۶۷٬۶۱۶ | ۵٬۷۵۹٬۴۱۹ | ۵٬۹۳۵٬۱۳۱ | ۵٬۷۴۴٬۹۱۸ | ۵٬۳۹۱٬۵۵۷ | ۵٬۱۳۵٬۱۲۷ | ۴٬۹۸۲٬۷۲۲ |
| ۴۳          | فرودگاه بین‌المللی اوکلند                      | OAK     | اوکلند، کالیفرنیا     | منطقه خلیج سان فرانسیسکو | CA    | ۵٬۵۲۰٬۸۱۲ | ۵٬۵۰۶٬۲۳۲ | ۴٬۰۱۱٬۹۵۳ | ۲٬۲۷۱٬۲۹۴ | ۶٬۵۶۰٬۲۳۰ | ۶٬۷۹۸٬۳۲۱ | ۶٬۵۳۰٬۳۰۸ | ۵٬۹۳۴٬۶۳۹ | ۵٬۵۰۶٬۶۷۲ | ۵٬۰۶۹٬۲۵۷ |
| ۴۴          | فرودگاه بین‌المللی سن آنتونیو                  | SAT     | سن آنتونیو            | سن آنتونیو               | TX    | ۵٬۳۳۶٬۶۸۴ | ۴٬۷۵۱٬۶۱۰ | ۳٬۶۷۷٬۶۴۳ | ۱٬۹۱۹٬۹۵۸ | ۵٬۰۲۲٬۹۸۰ | ۴٬۸۴۴٬۴۲۷ | ۴٬۵۲۱٬۶۱۱ | ۴٬۱۷۹٬۹۹۴ | ۴٬۰۹۱٬۳۸۹ | ۴٬۰۴۶٬۸۵۶ |
| ۴۵          | فرودگاه بین‌المللی ساوثوست فلوریدا             | RSW     | فورت مایرز، فلوریدا   | Southwest Florida        | FL    | ۴٬۹۶۳٬۲۶۹ | ۵٬۱۳۲٬۶۹۴ | ۵٬۰۸۰٬۸۰۵ | ۲٬۹۴۷٬۱۳۹ | ۵٬۱۴۴٬۴۶۷ | ۴٬۷۱۹٬۵۶۸ | ۴٬۴۶۱٬۳۰۴ | ۴٬۳۵۰٬۶۵۰ | ۴٬۲۳۱٬۱۳۴ | ۴٬۰۲۵٬۹۵۹ |
| ۴۶          | فرودگاه بین‌المللی کلیولند هاپکینز             | CLE     | کلیولند               | کلیولند                  | OH    | ۴٬۸۰۳٬۸۲۲ | ۴٬۲۳۷٬۷۹۵ | ۳٬۵۵۲٬۴۰۲ | ۱٬۹۹۰٬۱۵۶ | ۴٬۸۹۴٬۵۴۱ | ۴٬۸۳۶٬۵۸۰ | ۴٬۵۶۲٬۷۴۰ | ۴٬۲۰۵٬۷۳۹ | ۴٬۰۸۳٬۴۷۶ | ۳٬۶۸۶٬۳۱۵ |
| ۴۷          | فرودگاه بین‌المللی ایندیاناپلیس                | IND     | ایندیاناپلیس          | ایندیاناپلیس             | IN    | ۴٬۷۸۸٬۳۷۶ | ۴٬۲۰۹٬۴۱۶ | ۳٬۴۸۷٬۱۰۰ | ۱٬۹۸۹٬۱۲۶ | ۴٬۷۰۹٬۱۸۳ | ۴٬۶۹۵٬۰۴۰ | ۴٬۳۷۶٬۴۳۲ | ۴٬۲۱۶٬۷۶۶ | ۳٬۸۸۹٬۵۶۷ | ۳٬۶۰۵٬۹۰۸ |
| ۴۸          | فرودگاه بین‌المللی پیتسبورگ                    | PIT     | پیتسبرگ               | پیتسبرگ                  | PA    | ۴٬۴۹۳٬۰۵۲ | ۳٬۹۱۸٬۹۶۸ | ۳٬۰۶۹٬۲۵۹ | ۱٬۷۴۲٬۴۰۶ | ۴٬۷۱۵٬۹۴۷ | ۴٬۶۷۰٬۰۳۳ | ۴٬۳۲۷٬۴۳۱ | ۳٬۹۸۶٬۱۱۴ | ۳٬۸۹۰٬۶۷۷ | ۳٬۸۲۷٬۸۶۰ |
| ۴۹          | فرودگاه بین‌المللی سینسیناتی/کنتاکی شمالی      | CVG     | سینسیناتی، اوهایو     | سینسیناتی، اوهایو        | KY    | ۴٬۲۸۷٬۷۲۲ | ۳٬۷۰۲٬۹۹۷ | ۳٬۰۵۰٬۵۹۷ | ۱٬۷۲۹٬۳۹۵ | ۴٬۴۱۳٬۴۵۷ | ۴٬۲۶۹٬۲۵۸ | ۳٬۹۲۶٬۱۵۸ | ۳٬۲۶۹٬۹۷۹ | ۳٬۰۳۶٬۶۹۷ | ۲٬۸۷۴٬۶۸۴ |
| ۵۰          | فرودگاه بین‌المللی پورت کلمبوس                 | CMH     | کلمبوس                | کلمبوس                   | OH    | ۴٬۰۹۵٬۱۸۹ | ۳٬۶۱۸٬۵۵۵ | ۲٬۸۲۵٬۲۵۹ | ۱٬۵۷۷٬۵۹۶ | ۴٬۱۷۲٬۰۶۷ | ۴٬۰۵۴٬۵۷۲ | ۳٬۷۶۵٬۰۰۷ | ۳٬۵۶۷٬۸۶۴ | ۳٬۳۱۲٬۴۹۶ | ۳٬۱۱۵٬۵۰۱ |
| ۵۱          | فرودگاه بین‌المللی پام بیچ                     | PBI     | وست پام بیچ، فلوریدا  | منطقه کلان‌شهری میامی     | FL    | ۳٬۸۱۵٬۹۷۷ | ۳٬۲۵۷٬۷۳۰ | ۲٬۵۶۷٬۸۹۷ | ۱٬۵۱۸٬۷۳۲ | ۳٬۴۶۰٬۴۲۹ | ۳٬۲۶۳٬۰۴۲ | ۳٬۱۶۶٬۵۳۲ | ۳٬۱۰۰٬۶۲۴ | ۳٬۱۱۳٬۴۸۵ | ۲٬۹۲۶٬۲۴۲ |
| ۵۲          | فرودگاه کاهولوی                               | OGG     | کاهیلوئی، هاوایی      | مائوئی                   | HI    | ۳٬۷۴۵٬۸۶۶ | ۴٬۱۲۵٬۳۱۱ | ۲٬۹۳۳٬۳۱۵ | ۱٬۱۳۵٬۱۴۱ | ۳٬۷۹۱٬۸۰۷ | ۳٬۵۷۲٬۱۳۳ | ۳٬۴۴۲٬۱۸۹ | ۳٬۳۵۲٬۸۱۳ | ۳٬۲۲۰٬۷۵۳ | ۳٬۰۱۹٬۳۳۸ |
| ۵۳          | فرودگاه بین‌المللی جکسنویل                     | JAX     | جکسون‌ویل، فلوریدا     | جکسون‌ویل، فلوریدا        | FL    | ۳٬۶۱۹٬۷۳۹ | ۳٬۱۷۷٬۳۹۳ | ۲٬۴۲۵٬۶۸۵ | ۱٬۳۶۷٬۵۰۱ | ۳٬۴۷۹٬۹۲۳ | ۳٬۱۱۸٬۵۴۰ | ۲٬۷۵۹٬۰۶۷ | ۲٬۷۹۹٬۵۸۷ | ۲٬۷۱۶٬۴۶۵ | ۲٬۵۸۹٬۱۹۸ |
| ۵۴          | فرودگاه بین‌المللی انتاریو                     | ONT     | انتاریو               | لس آنجلس بزرگ            | CA    | ۳٬۱۸۱٬۱۶۱ | ۲٬۸۴۰٬۷۵۸ | ۲٬۲۰۱٬۵۲۸ | ۱٬۲۳۷٬۹۴۶ | ۲٬۷۲۳٬۰۰۲ | ۲٬۴۹۹٬۱۷۱ | ۲٬۲۴۷٬۶۴۵ | ۲٬۱۲۷٬۳۸۷ | ۲٬۰۸۹٬۸۰۱ | ۲٬۰۳۷٬۳۴۶ |
| ۵۵          | فرودگاه باب هوپ                               | BUR     | بربنک، کالیفرنیا      | لس آنجلس بزرگ            | CA    | ۳٬۱۳۲٬۰۲۹ | ۳٬۰۵۴٬۷۲۹ | ۱٬۹۴۲٬۴۱۷ | ۱٬۰۵۶٬۸۳۸ | ۲٬۹۸۸٬۷۲۰ | ۲٬۶۸۰٬۲۴۰ | ۲٬۴۰۲٬۱۰۶ | ۲٬۰۷۷٬۸۹۲ | ۱٬۹۷۳٬۸۹۷ | ۱٬۹۲۸٬۴۹۱ |
| ۵۶          | فرودگاه بین‌المللی بردلی                       | BDL     | هارتفورد، کنتیکت      | هارتفورد، کنتیکت         | CT    | ۳٬۱۲۲٬۲۱۲ | ۲٬۸۴۴٬۷۱۳ | ۲٬۲۷۳٬۲۵۹ | ۱٬۱۵۰٬۰۳۳ | ۳٬۳۲۳٬۶۱۴ | ۳٬۳۳۰٬۷۳۴ | ۳٬۲۱۴٬۹۷۶ | ۲٬۹۸۲٬۱۹۴ | ۲٬۹۲۶٬۰۴۷ | ۲٬۹۱۳٬۳۸۰ |
| ۵۷          | فرودگاه بین‌المللی چارلستون                    | CHS     | چارلستون              | چارلستون                 | SC    | ۳٬۰۳۲٬۷۶۸ | ۲٬۶۰۸٬۴۹۷ | ۲٬۰۱۵٬۲۷۷ | ۹۴۴٬۶۶۰   | ۲٬۳۷۵٬۸۶۸ | ۲٬۱۹۲٬۸۹۳ | ۱٬۹۴۵٬۶۹۹ | ۱٬۸۱۱٬۶۹۵ | ۱٬۶۶۹٬۹۸۸ | ۱٬۵۳۹٬۳۲۶ |
| ۵۸          | فرودگاه بین‌المللی ژنرال میچل                  | MKE     | میلواکی               | میلواکی                  | WI    | ۲٬۹۵۹٬۸۴۰ | ۲٬۶۷۱٬۲۸۱ | ۲٬۲۳۱٬۰۱۰ | ۱٬۲۶۳٬۳۸۵ | ۳٬۳۷۴٬۰۷۳ | ۳٬۵۴۸٬۸۱۷ | ۳٬۴۵۲٬۵۴۴ | ۳٬۳۸۳٬۲۷۱ | ۳٬۲۲۹٬۸۷۶ | ۳٬۲۲۸٬۶۰۷ |
| ۵۹          | فرودگاه بین‌المللی تد استیونز انکوریج          | ANC     | انکوریج               | انکوریج                  | AK    | ۲٬۶۸۱٬۸۱۸ | ۲٬۶۰۴٬۳۰۸ | ۲٬۱۸۴٬۹۵۹ | ۱٬۱۵۷٬۳۰۱ | ۲٬۷۱۳٬۸۴۳ | ۲٬۶۴۲٬۹۰۱ | ۲٬۵۵۶٬۱۸۸ | ۲٬۵۶۳٬۵۲۴ | ۲٬۵۲۵٬۸۷۶ | ۲٬۳۸۱٬۸۲۶ |
| ۶۰          | فرودگاه بین‌المللی آلبوکرکی                    | ABQ     | البوکرکی، نیومکزیکو   | البوکرکی، نیومکزیکو      | NM    | ۲٬۶۰۵٬۱۶۳ | ۲٬۳۱۷٬۸۳۶ | ۱٬۶۸۸٬۶۴۶ | ۸۶۸٬۹۲۲   | ۲٬۶۴۱٬۴۵۰ | ۲٬۶۴۷٬۲۶۹ | ۲٬۴۱۲٬۳۲۸ | ۲٬۳۴۱٬۷۱۹ | ۲٬۳۲۳٬۸۸۳ | ۲٬۳۵۴٬۱۸۴ |
| ۶۱          | فرودگاه صحرایی اپلی                           | OMA     | اوماها، نبراسکا       | اوماها، نبراسکا          | NE    | ۲٬۴۶۴٬۴۱۸ | ۲٬۲۰۴٬۳۹۵ | ۱٬۸۲۹٬۹۱۲ | ۱٬۰۳۶٬۲۴۵ | ۲٬۴۵۵٬۲۷۴ | ۲٬۴۵۷٬۰۸۷ | ۲٬۳۰۳٬۲۲۳ | ۲٬۱۲۷٬۳۸۷ | ۲٬۰۴۶٬۱۵۵ | ۲٬۰۲۰٬۳۵۴ |
| ۶۲          | فرودگاه بین‌المللی ممفیس                       | MEM     | ممفیس، تنسی           | ممفیس، تنسی              | TN    | ۲٬۳۹۹٬۸۷۶ | ۲٬۱۶۳٬۶۹۲ | ۱٬۷۹۳٬۰۷۳ | ۱٬۰۱۵٬۹۸۱ | ۲٬۳۱۸٬۴۴۲ | ۲٬۲۱۳٬۰۸۳ | ۲٬۱۰۲٬۷۳۹ | ۲٬۰۱۶٬۰۸۹ | ۱٬۸۷۳٬۷۱۶ | ۱٬۸۰۰٬۲۶۸ |
| ۶۳          | فرودگاه بین‌المللی ریچموند                     | RIC     | ریچموند، ویرجینیا     | رینو، نوادا              | VA    | ۲٬۳۹۹٬۲۳۹ | ۲٬۰۴۲٬۸۳۴ | ۱٬۶۰۳٬۱۴۹ | ۸۴۷٬۸۱۱   | ۲٬۱۹۰٬۹۰۷ | ۲٬۰۴۸٬۶۹۱ | ۱٬۸۲۲٬۴۸۶ | ۱٬۷۷۷٬۶۴۸ | ۱٬۷۴۰٬۳۹۱ | ۱٬۶۷۱٬۰۹۶ |
| ۶۴          | فرودگاه بویزی                                 | BOI     | بویزی                 | بویزی                    | ID    | ۲٬۳۶۹٬۱۶۴ | ۲٬۲۳۰٬۴۶۷ | ۱٬۸۰۹٬۰۰۰ | ۹۹۱٬۲۴۱   | ۲٬۰۵۷٬۷۵۰ | ۱٬۹۴۳٬۱۸۱ | ۱٬۷۷۷٬۶۴۲ | ۱٬۶۳۳٬۵۰۷ | ۱٬۴۸۷٬۷۷۷ | ۱٬۳۷۸٬۳۵۲ |

## پررفت‌وآمدترین فرودگاه‌های ایالات متحده بر پایهٔ ترافیک مسافران بین‌المللی
| ردیف | نام فرودگاه                                      | موقعیت                      | کد یاتا | ۲۰۲۳       | 2022       | 2021       | 2020      | 2019       |
| ---- | ------------------------------------------------ | --------------------------- | ------- | ---------- | ---------- | ---------- | --------- | ---------- |
| ۱    | فرودگاه بین‌المللی جان اف کندی                    | کویینز                      | JFK     | ۳۲٬۴۸۱٬۰۵۷ | ۲۵٬۱۷۸٬۸۷۸ | ۱۲٬۴۶۶٬۱۶۵ | ۸٬۲۱۹٬۳۱۷ | ۳۳٬۴۳۲٬۱۵۹ |
| ۲    | فرودگاه بین‌المللی لس آنجلس                       | لس آنجلس                    | LAX     | ۲۱٬۵۰۳٬۲۲۷ | ۱۵٬۹۴۰٬۳۵۸ | ۷٬۸۶۲٬۵۳۲  | ۶٬۲۴۶٬۶۰۲ | ۲۵٬۲۱۰٬۱۴۰ |
| ۳    | فرودگاه بین‌المللی میامی                          | میامی                       | MIA     | ۲۱٬۳۸۲٬۳۲۸ | ۱۸٬۹۸۵٬۵۵۱ | ۱۱٬۵۹۲٬۴۴۵ | ۶٬۵۶۵٬۸۳۴ | ۲۰٬۷۳۵٬۶۵۸ |
| ۴    | فرودگاه بین‌المللی لیبرتی نیوآرک                  | نیوآرک، نیوجرسی             | EWR     | ۱۴٬۰۸۰٬۷۷۹ | ۱۱٬۳۴۴٬۷۳۲ | ۶٬۲۵۰٬۸۸۰  | ۳٬۶۸۸٬۵۴۱ | ۱۴٬۰۸۷٬۶۲۲ |
| ۵    | فرودگاه بین‌المللی سان‌فرانسیسکو                   | سوت سان‌فرانسیسکو، کالیفرنیا | SFO     | ۱۳٬۲۲۴٬۳۵۶ | ۹٬۲۹۸٬۷۸۱  | ۳٬۱۳۹٬۰۴۱  | ۳٬۲۱۰٬۰۲۴ | ۱۴٬۳۵۷٬۹۶۰ |
| ۶    | فرودگاه بین‌المللی اوهر شیکاگو                    | شیکاگو                      | ORD     | ۱۳٬۱۵۲٬۵۷۸ | ۱۰٬۷۴۶٬۹۹۱ | ۵٬۱۴۸٬۴۹۴  | ۳٬۴۸۱٬۸۶۰ | ۱۳٬۴۱۲٬۸۸۵ |
| ۷    | فرودگاه بین‌المللی هارتسفیلد-جکسون آتلانتا        | کالج پارک، جورجیا           | ATL     | ۱۲٬۰۸۸٬۴۴۴ | ۹٬۵۴۳٬۳۱۸  | ۵٬۴۷۴٬۲۶۴  | ۳٬۳۴۷٬۱۸۴ | ۱۲٬۲۶۸٬۷۷۹ |
| ۸    | فرودگاه بین‌المللی جرج بوش                        | هیوستون                     | IAH     | ۱۱٬۲۷۹٬۲۱۴ | ۹٬۱۲۴٬۰۴۳  | ۶٬۴۵۸٬۴۷۳  | ۳٬۴۹۱٬۹۳۵ | ۱۰٬۷۶۴٬۵۸۹ |
| ۹    | فرودگاه بین‌المللی دالاس-فورت ورث                 | ایروینگ                     | DFW     | ۱۰٬۶۹۱٬۱۹۰ | ۸٬۹۹۲٬۹۲۲  | ۵٬۸۵۲٬۳۹۷  | ۳٬۲۶۸٬۸۲۲ | ۹٬۱۰۳٬۴۳۸  |
| ۱۰   | فرودگاه بین‌المللی دالس واشینگتن                  | دالس، ویرجینیا              | IAD     | ۸٬۹۶۳٬۸۰۷  | ۶٬۶۹۰٬۴۴۷  | ۳٬۲۳۰٬۰۲۷  | ۱٬۹۱۷٬۵۱۰ | ۷٬۹۹۰٬۲۹۲  |
| ۱۱   | فرودگاه بین‌المللی لوگان                          | بوستون                      | BOS     | ۷٬۶۵۱٬۶۲۵  | ۵٬۴۵۹٬۸۵۳  | ۲٬۰۴۶٬۵۶۱  | ۱٬۵۷۴٬۷۱۲ | ۷٬۵۳۴٬۵۰۴  |
| ۱۲   | فرودگاه بین‌المللی فورت لادردیل–هالیوود           | فورت لادردیل، فلوریدا       | FLL     | ۷٬۴۳۰٬۳۱۲  | ۶٬۱۲۵٬۵۰۰  | ۴٬۰۱۶٬۵۵۳  | ۲٬۸۳۹٬۳۸۳ | ۸٬۵۲۴٬۲۵۱  |
| ۱۳   | فرودگاه بین‌المللی اورلاندو                       | اورلاندو                    | MCO     | ۶٬۶۹۶٬۹۴۹  | ۵٬۲۱۴٬۲۰۳  | ۱٬۸۳۷٬۷۰۶  | ۱٬۵۲۵٬۱۷۷ | ۶٬۹۵۷٬۰۴۸  |
| ۱۴   | فرودگاه بین‌المللی سیاتل-تاکوما                   | سی تک                       | SEA     | ۵٬۵۱۷٬۴۲۲  | ۴٬۰۰۴٬۱۸۰  | ۱٬۳۹۳٬۶۰۳  | ۱٬۲۷۳٬۱۷۹ | ۵٬۳۹۲٬۱۴۷  |
| ۱۵   | فرودگاه بین‌المللی شارلوت داگلاس                  | شارلوت، کارولینای شمالی     | CLT     | ۴٬۱۴۰٬۵۳۱  | ۳٬۱۸۳٬۶۹۵  | ۱٬۹۸۹٬۷۰۴  | ۱٬۰۶۹٬۰۰۱ | ۳٬۴۰۵٬۹۰۷  |
| ۱۶   | فرودگاه بین‌المللی دنور                           | دنور                        | DEN     | ۳٬۸۲۳٬۸۷۱  | ۳٬۲۲۲٬۱۳۲  | ۱٬۸۵۶٬۱۲۴  | ۹۳۴٬۵۶۳   | ۳٬۰۳۷٬۰۱۲  |
| ۱۷   | فرودگاه بین‌المللی فیلادلفیا                      | فیلادلفیا                   | PHL     | ۳٬۵۱۸٬۵۴۸  | ۲٬۶۱۳٬۲۴۰  | ۹۸۸٬۷۳۳    | ۶۸۲٬۰۳۰   | ۳٬۸۴۷٬۲۵۳  |
| ۱۸   | فرودگاه بین‌المللی هونولولو                       | هونولولو                    | HNL     | ۳٬۱۳۴٬۵۴۸  | ۱٬۵۶۵٬۹۸۵  | ۱۶۷٬۵۰۲    | ۱٬۰۵۲٬۶۹۷ | ۵٬۲۰۷٬۸۷۵  |
| ۱۹   | فرودگاه بین‌المللی هری رید                        | پارادایس، نوادا             | LAS     | ۳٬۱۳۳٬۲۲۴  | ۲٬۴۳۹٬۴۷۹  | ۷۳۸٬۲۵۷    | ۷۱۱٬۶۱۴   | ۳٬۴۶۲٬۶۲۷  |
| ۲۰   | فرودگاه متروپولیتن شهرستان وین دیترویت           | رومالوس، میشیگان            | DTW     | ۲٬۸۳۵٬۹۰۵  | ۲٬۰۹۲٬۰۹۸  | ۹۶۶٬۳۷۵    | ۸۷۳٬۷۴۴   | ۳٬۷۱۷٬۷۷۵  |
| ۲۱   | فرودگاه بین‌المللی مینیاپولیس−سنت پل              | سینت پال، مینه‌سوتا          | MSP     | ۲٬۸۱۷٬۶۹۴  | ۱٬۹۴۲٬۳۸۵  | ۶۷۳٬۷۵۹    | ۸۳۵٬۷۲۱   | ۳٬۱۴۴٬۳۸۶  |
| ۲۲   | فرودگاه بین‌المللی فینکس اسکای هاربر              | فینیکس                      | PHX     | ۲٬۴۸۱٬۰۲۹  | ۱٬۹۵۷٬۱۸۹  | ۱٬۲۲۳٬۸۵۶  | ۷۵۰٬۱۳۸   | ۱٬۹۵۸٬۴۶۸  |
| ۲۳   | فرودگاه لاگواردیا                                | کویینز                      | LGA     | ۱٬۷۹۳٬۳۱۴  | ۱٬۳۳۴٬۷۳۳  | ۳۰۹٬۲۱۷    | ۳۹۳٬۰۱۱   | ۲٬۲۰۶٬۵۱۸  |
| ۲۴   | فرودگاه بین‌المللی سالت‌لیک‌سیتی                    | سالت لیک سیتی               | SLC     | ۱٬۲۵۰٬۳۷۲  | ۸۴۶٬۶۸۰    | ۵۷۸٬۷۱۰    | ۳۰۲٬۶۴۰   | ۱٬۰۳۴٬۷۰۴  |
| ۲۵   | فرودگاه بین‌المللی ثرگود مارشال بالتیمور واشینگتن | لینتهیکوم، مریلند           | BWI     | ۱٬۲۰۱٬۹۴۸  | ۱٬۰۰۶٬۹۰۸  | ۶۵۱٬۶۳۶    | ۳۴۱٬۰۳۵   | ۱٬۱۰۴٬۲۰۸  |

## پررفت‌وآمدترین فرودگاه‌های ایالات متحده بر پایهٔ کل حجم جابه‌جایی بار
فهرست‌شده بر پایهٔ داده‌های گردآوری‌شده توسط اداره هوانوردی فدرال برای ایالات متحده آمریکا و رتبه‌بندی‌شده بر اساس کل حجم جابه‌جایی بار به پوند در سال ۲۰۱۷.
| ردیف | نام فرودگاه                              | موقعیت          | کد یاتا | بار            | بار                  |
| ردیف | نام فرودگاه                              | موقعیت          | کد یاتا | پوند           | درصد تغییرات ۲۰۱۷/۱۶ |
| ---- | ---------------------------------------- | --------------- | ------- | -------------- | -------------------- |
| ۱    | فرودگاه بین‌المللی ممفیس                  | ممفیس، تنسی     | MEM     | ۲۳٬۹۴۹٬۵۲۵٬۷۸۰ | 0۰٫۳۵٪               |
| ۲    | فرودگاه بین‌المللی تد استیونز انکوریج     | انکوریج         | ANC     | ۱۷٬۳۳۷٬۳۳۷٬۳۷۷ | 0۲٫۷۹٪               |
| ۳    | فرودگاه بین‌المللی لوئیویل                | لویی‌ویل، کنتاکی | SDF     | ۱۳٬۴۰۳٬۶۸۲٬۶۵۲ | 0۴٫۶۸٪               |
| ۴    | فرودگاه بین‌المللی اوهر شیکاگو            | شیکاگو          | ORD     | ۱۰٬۳۷۳٬۵۵۹٬۵۹۳ | 0۱۰٫۸۴٪              |
| ۵    | فرودگاه بین‌المللی میامی                  | میامی           | MIA     | ۷٬۹۶۳٬۹۸۸٬۴۰۷  | 0۰٫۸۲٪               |
| ۶    | فرودگاه بین‌المللی لس آنجلس               | لس آنجلس        | LAX     | ۷٬۱۹۷٬۹۳۰٬۲۶۴  | 0۳٫۸۵٪               |
| ۷    | فرودگاه بین‌المللی سینسیناتی/کنتاکی شمالی | هیبران، کنتاکی  | CVG     | ۵٬۷۰۰٬۲۸۲٬۹۹۴  | 0۳۳٫۳۲٪              |
| ۸    | فرودگاه بین‌المللی ایندیاناپلیس           | ایندیاناپلیس    | IND     | ۵٬۱۳۸٬۵۰۰٬۳۱۸  | 0-۳٫۵۸٪              |
| ۹    | فرودگاه بین‌المللی دالاس-فورت ورث         | ایروینگ         | DFW     | ۴٬۱۵۵٬۳۶۲٬۲۹۷  | 0۷٫۶۵٪               |
| ۱۰   | فرودگاه بین‌المللی انتاریو                | انتاریو         | ONT     | ۳٬۵۲۲٬۵۱۰٬۳۱۸  | 0۱۵٫۸۱٪              |